# Schloss Unterzeitldorn

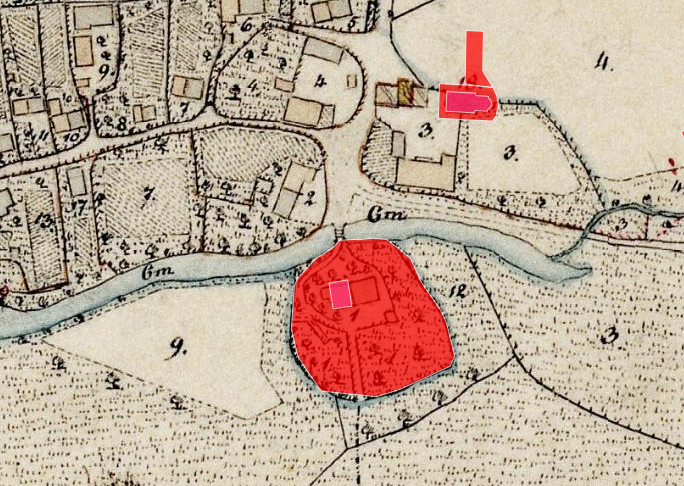
Lageplan von Schloss Unterzeitldorn auf dem Urkataster von Bayern

Das Schloss Unterzeitldorn ist ein Schloss in Unterzeitldorn (Windberger Straße 82), einem Gemeindeteil der kreisfreien Stadt Straubing im Regierungsbezirk Niederbayern von Bayern. Die Anlage ist unter der Aktennummer D-2-63-000-307 als Baudenkmal verzeichnet. „Untertägige mittelalterliche und frühneuzeitliche Befunde im Bereich des Schlosses von Unterzeitldorn mit ehem. Wassergraben sowie Nebengebäuden und Gartenanlagen, darunter die Spuren von Vorgängerbauten bzw. älteren Bauphasen und abgegangenen Gebäudeteilen“ werden zudem als Bodendenkmal unter der Aktennummer D-2-7041-0260 geführt. Das Schloss liegt 120 m südwestlich der Kirche St. Jakobus in Unterzeitldorn.

## Beschreibung
Von der mittelalterlichen Niederungsburg ist nur mehr wenig vorhanden. Heute ist das Schloss ein dreigeschossiger Steildachbau, der in der 2. Hälfte des 20. Jahrhunderts stark verändert und umgebaut sowie durch gewerbliche Nebengebäude ergänzt wurde. Von dem Schloss ist noch ein fragmentarischer Wohnteil erhalten.